# Pokój na ziemi
Pokój na ziemi – ogólnoświatowa seria kongresów (dużych spotkań religijnych) o charakterze międzynarodowym, zorganizowanych przez Świadków Jehowy. Seria kongresów rozpoczęła się w lipcu 1969 roku na półkuli północnej, a zakończyła w styczniu 1970 roku na półkuli południowej. W kongresach uczestniczyło również przeszło 1500 zaproszonych misjonarzy Biblijnej Szkoły Strażnicy – Gilead. W kongresach zorganizowanych na całym świecie wzięło udział przeszło 2 miliony osób, w tym 1 073 165 osób uczestniczyło w kongresach międzynarodowych. Program zgromadzeń wskazywał, że zgodnie z wierzeniami Świadków Jehowy tylko Królestwo Boże zaprowadzi prawdziwy pokój na ziemi.

## Kongresy międzynarodowe na świecie

### Stany Zjednoczone
W Stanach Zjednoczonych kongresy międzynarodowe zorganizowano w ośmiu miastach. W kongresach uczestniczyło również przeszło 980 zaproszonych misjonarzy Szkoły Gilead. W pierwszym tygodniu lipca w Biurze Głównym Świadków Jehowy w Nowym Jorku, odbyło się specjalne szkolenie 133 członków z 90 Biur Oddziału.
Pierwsze zgromadzenie z serii kongresów międzynarodowych miało miejsce w dniach od 6 do 13 lipca na Atlanta Stadium w Atlancie. Wzięło w nim udział 57 626 osób, a 1619 zostało ochrzczonych. Program przedstawiono w języku angielskim i hiszpańskim.
W tym samym czasie kongres odbył się na War Memorial Stadium w Buffalo, w którym wzięło udział 54 609 osób, a 985 zostało ochrzczonych.
Również w tym samym terminie odbył się kongres na Yankee Stadium w Nowym Jorku, w którym uczestniczyło 122 011 osób, a 2972 zostały ochrzczone. Przewodniczącym tego zgromadzenia był Milton G. Henschel. Program przedstawiono w języku angielskim, francuskim oraz hiszpańskim (10 000 słuchaczy). Program były również tłumaczony na język: arabski, chiński, duński, fiński, grecki, japoński, niderlandzki, niemiecki, norweski, ormiański, polski, portugalski, szwedzki oraz włoski. Dużą grupę delegatów stanowili Świadkowie Jehowy w krajów karaibskich, m.in. 1000 z Portoryko, przeszło 800 z Jamajki, 220 z Gwadelupy, 185 z Martyniki, 145 z Barbadosu, 145 z Trynidadu i Tobago oraz 25 z Gujany Francuskiej. Grupa 1300 delegatów pochodziła z krajów Ameryki Łacińskiej, a 60 z Japonii. W kongresie uczestniczyło również 488 misjonarzy Szkoły Gilead zaproszonych z 77 krajów. Delegaci mieli również możliwość zwiedzenia Biura Głównego Świadków Jehowy.
W kongresie międzynarodowym w języku hiszpańskim, który odbył się w dniach 13–20 lipca na Fairgrounds Grandstand w Pomonie w Kalifornii brało udział 14 853 osób, a 472 zostało ochrzczonych.
W tym samym czasie odbył się kongres na Dodger Stadium w Los Angeles. Uczestniczyły w nim 81 032 osoby, a 2324 ochrzczono. W kongresie uczestniczyło również 107 zaproszonych misjonarzy Szkoły Gilead.
W dniach od 21 do 27 lipca odbył się kongres w White Sox Park w Chicago. Programu w języku angielskim i hiszpańskim wysłuchało 56 261 osób, a 1650 zostało ochrzczonych.
W tym samym terminie odbył się kongres na Municipal Stadium w Kansas City, w którym udział wzięło 40 009 osób, a 1019 zostało ochrzczonych.
W dniach od 11 do 16 listopada kongres odbył się w Honolulu International Center w Honolulu. Wzięły w nim udział 15 443 osoby, w tym delegacje Świadków Jehowy z Mikronezji, Guam, Saipanu, Palau. 314 osób zostało ochrzczonych.
W Stanach Zjednoczonych w kongresach uczestniczyły delegacje ze 114 krajów, w tym 6000 delegatów z Europy.

### Australia
W dniach od 26 do 31 października w kongresie, który odbył się w Royal Melbourne Showgrounds w Melbourne uczestniczyło 25 387 osób. Ochrzczono 1315 osób.

### Dania
W kongresie, który odbył się w dniach od 5 do 10 sierpnia w Sports Park w Kopenhadze wzięło udział 42 073 osób, a 1407 zostało ochrzczonych. Było to największe zgromadzenie Świadków Jehowy w Skandynawii. Program został przedstawiony w językach: duńskim, fińskim, norweskim i szwedzkim, częściowo również w angielskim i islandzkim, a skorzystali z niego Świadkowie Jehowy z Danii, Finlandii, Norwegii, Szwecji oraz 100 Świadków Jehowy z Islandii. Była to największa grupa delegatów z Islandii, uczestniczących w kongresie międzynarodowym. Za granicę pojechało wówczas 80 procent islandzkich głosicieli.

### Fidżi
W dniach od 9 do 12 listopada kongres odbył się w Suva Town Hall w Suva. Wzięło w nim udział 1621 osób, a 77 zostało ochrzczonych.

### Filipiny
W Manili kongres odbył się w dniach od 22 do 26 października w Rizal Memorial Stadium. Uczestniczyło w nim 64 715 osób, a 1835 ochrzczono. Program został przedstawiony w językach: filipińskim, iloko oraz cebuano.

### Francja
W dniach od 5 do 10 sierpnia odbył się kongres międzynarodowy na Stade Colombes w Colombes k. Paryża. Uczestniczyły w nim delegacje z 78 krajów. 47 480 obecnych wysłuchało programu, który był przedstawiany w językach: francuskim, portugalskim, angielskim oraz polskim (z którego skorzystało 600 osób). Z programu przedstawionego w języku portugalskim skorzystało 2731 Świadków Jehowy z Portugalii, których działalność w Portugalii była zakazana. Przemówienie wygłosił Nathan H. Knorr. 3619 osób zostało ochrzczonych.

### Ghana
W styczniu 1970 roku kongres odbył się na terenie Międzynarodowych Targów w Akrze. Udział wzięły 32 023 osoby. Przynajmniej co dwudziesta osoba zamieszkała w mieście była wtedy obecna na kongresie. W Ghanie działało około 13 tysięcy głosicieli. W kongresie uczestniczyła delegacja z Wybrzeża Kości Słoniowej. 1657 osób zostało ochrzczonych.

### Hongkong
W dniach od 18 do 21 października kongres odbył się City Hall Theater w Hongkongu. Brało w nim udział 678 osób, a 17 ochrzczono.

### Japonia
W dniach od 14 do 19 października 12 614 osób uczestniczyło w kongresie w Tokyo Korakuen Cycling Stadium w Tokio. 798 osób zostało ochrzczonych. W jego trakcie Nathan Knorr ogłosił, że nowe Biuro Oddziału z drukarnią powstanie w Numazu.

### Kanada
W dniach od 13 do 20 lipca kongres międzynarodowy odbył się na Empire Stadium w Vancouver. Wzięło w nim udział 65 609 osób, a 1853 zostało ochrzczonych. W kongresie uczestniczyło również 122 misjonarzy Szkoły Gilead.

### Korea Południowa
W Seulu kongres odbył się w dniach od 12 do 16 października w Changchong Gymnasium. Uczestniczyły w nim 14 644 osoby, a 1511 zostało ochrzczonych.

### Meksyk
Ostatni kongres z tej serii na świecie odbył się w dniach od 24 do 28 grudnia w mieście Meksyk. Na Mexico Arena zebrało się 89 239 osób, a 2757 zostało ochrzczonych. Przedstawiciele Biura Głównego Świadków Jehowy uczestniczyli również w kongresach, które odbyły się w Juárez, Ciudad Obregón, Guadalajarze, Monterrey, Tampico, Tuxtla Gutiérrez, Veracruz i Acapulco.

### Mjanma (Birma)
Kongres odbył się w mieście Myitkyina na północy Birmy. Pomimo panującej w stanie Kaczin niestabilnej sytuacji politycznej uzyskano od władz zgodę na udostępnienie transportu kolejowego dla współwyznawców z południowej części kraju. Podczas programu ogłoszono wydanie trzech publikacji w języku birmańskim i pięciu w angielskim.

### Niemcy
W dniach od 10 do 17 sierpnia kongres odbył się Norymberdze. Na Zeppelinwiese zgromadziło się 150 645 osób. W kongresie uczestniczyli delegaci z 78 krajów. Świadkowie Jehowy z Jugosławii otrzymali zgodę od władz na wyjazd na ten kongres. Podróż odbywała się specjalnym składem pociągu. W kongresie uczestniczyła również około 300-osobowa delegacja Świadków Jehowy z Czechosłowacji i z Grecji. Na kongresie ochrzczono 5095 osób. Program przedstawiono w języku niemieckim, chorwackim (1791 słuchaczy), greckim (5093), niderlandzkim (20 545), słoweńskim (1026) i tureckim (361). W programie brali udział Frederick W. Franz oraz Nathan H. Knorr z Biura Głównego Świadków Jehowy. 40 specjalnych pociągów przywiozło około 48 tysięcy uczestników. Każdy skład pociągu co 21 minut przywoził 1200 delegatów. Na miejsce zgromadzenia delegaci dotarli również ponad 20 000 samochodów i 250 autokarami. Rok wcześniej wynajęto 48 wielkich namiotów o ogólnej powierzchni 60 000 m², które służyły do zakwaterowania 119 713 uczestników. Wolontariusze wybudowali miasteczko namiotowe, w którym oprócz namiotów, znajdowało się m.in. 1200 stanowisk sanitarnych oraz dziesiątki kotłów parowych służących do przygotowania posiłków. Półtora roku wcześniej zwrócono się do władz miejskich Norymbergi o wynajęcie wszystkich szkół i hal sportowych na miejsca noclegowe. Wczesną jesienią roku poprzedzającego kongres rozpoczęto też prace przygotowawcze nad urządzeniem baru szybkiej obsługi. W czasie przerwy obiadowej w stołówkach-namiotach w ciągu godziny obsługiwano ponad 65 tysięcy osób.

### Nowa Zelandia
W Auckland kongres odbył się w dniach od 4 do 9 listopada. W Trotting Club obecnych było 8400 osób, a 421 zostało ochrzczonych.

### Papua-Nowa Gwinea
W wiosce Haima koło Port Moresby kongres odbył się w dniach od 24 do 27 października, wzięło w nim udział 1116 osób, w tym delegacje z 30 krajów, 70 osób zostało ochrzczonych. Nie mając możności uzyskania dostatecznej liczby kwater, Świadkowie Jehowy zbudowali na czas zgromadzenia własne miasteczko.

### Tahiti
W Papeete kongres odbył się w dniach od 9 do 12 listopada w Salle de Basket, uczestniczyło w nim 610 osób, a 29 ochrzczono. Program przedstawiono w języku francuskim i tahitańskim, a dla 210 delegatów z 16 krajów w języku francuskim. Przemówienie wygłosił Frederick William Franz, pierwszy członek Ciała Kierowniczego, który odwiedził Tahiti. Kongres ten pobudził głosicieli do większej aktywności i przyczynił się do 15-procentowego wzrostu ich liczby w następnym roku. Na Tahiti działało zaledwie 126 głosicieli, wielu z nich po raz pierwszy miało możliwość spotkać się ze Świadkami Jehowy z innych krajów.

### Tajwan
W dniach od 18 do 21 października kongres odbył się w The National Taiwan Arts Lane w Tajpej. Wzięło w nim udział 799 osób, a 27 zostało ochrzczonych. W kongresie uczestniczyły delegacje Świadków Jehowy z Kanady, Stanów Zjednoczonych, Niemiec, Malezji, Singapuru, Indonezji i Izraela.

### Wielka Brytania
W dniach od 29 lipca do 3 sierpnia na Stadionie Wembley oraz w Empire Pool w Londynie odbył się pierwszy z tej serii kongres międzynarodowy w Europie. Liczba obecnych wyniosła 82 416 osób, w tym 4000 delegatów z 63 krajów, a 2215 osób zostało ochrzczonych. W kongresie uczestniczyło również 182 misjonarzy Szkoły Gilead zaproszonych z 44 krajów. W Wielkiej Brytanii działało w roku 1969 około 58 000 głosicieli.

### Włochy
W dniach od 10 do 17 sierpnia kongres odbył się w Pallazzo dello Sport w Rzymie, w którym wzięło udział 25 648 osób, w tym delegaci z 35 krajów, a 2212 osób zostało ochrzczonych. Program w języku hiszpańskim przedstawiono w dniach od 13 do 18 sierpnia w Pallazzo dei Congressi w Rzymie. Uczestniczyła w nim m.in. 6210-osobowa delegacja Świadków Jehowy z Hiszpanii, w której działalność w tamtym czasie była zakazana.

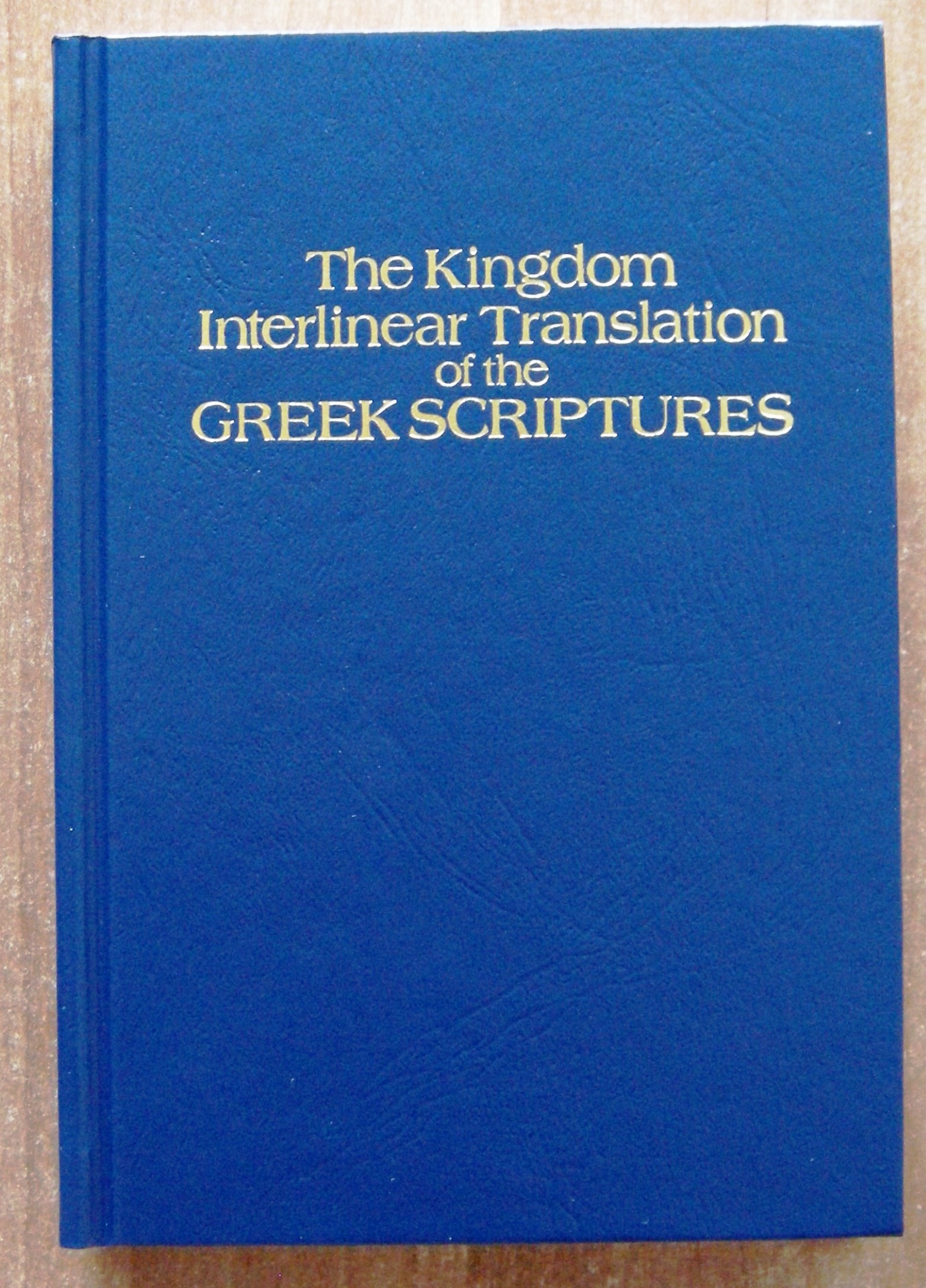
Pisma Greckie w międzywierszowym przekładzie Królestwa – wydanie ogłoszono na kongresie w 1969 roku

## Ważne punkty programu
- Dramaty:
  - Ciernie i sidła na drodze szukających niezależności
  - Czy nie jesteś nowożytnym Jonaszem?
  - Nadzorcy, działajcie po męsku!
  - Niech nikt młodości twej nie lekceważy
  - Nie rozmijaj się z celem wyzwolenia, które sprawił Jehowa
  - Okaż szacunek dla nominacji Jehowy
  - Wzmacniaj się, aby zachować prawość[55]
- Wykład publiczny: „Nadchodzące tysiąclecie pokoju”[1][56][57][4]

Na wszystkich zgromadzeniach przyjęto również specjalną deklarację.
Na kongresach przedstawiciele delegacji zagranicznych przedstawili krótkie sprawozdania z działalności prowadzonych w poszczególnych krajach.

## Kampania informacyjna
W miastach kongresowych zorganizowano kampanię informacyjną, polegającą na rozpowszechnianiu specjalnych zaproszeń na zgromadzenia.

## Pozostałe kongresy
Oprócz serii kongresów międzynarodowych na całym świecie zorganizowano zgromadzenia okręgowe.
Kongresy odbyły się w różnych krajach Afryki (m.in. w Liberii w Monrovii, Nigerii i na Wybrzeżu Kości Słoniowej w Abidżanie (929 obecnych, 78 ochrzczonych)), Azji, Oceanii, Europy i obu Ameryk (m.in. w Salwadorze i na Gwadelupie w Marie-Galante).

### Polska
Świadkowie Jehowy w Polsce pomimo obowiązującego od roku 1950 zakazu działalności, latem większymi grupami spotykali się w lasach, na jednodniowych tzw. konwencjach leśnych, na których przedstawiono główne punkty programu kongresu międzynarodowego.